# Рефт (посёлок)
Рефт — посёлок, входящий в муниципальное образование «Городской округ Сухой Лог» Свердловской области России. 12 ноября 1979 года Исполнительный комитет Свердловского областного Совета народных депутатов принял решение просить Президиум Верховного Совета РСФСР переименовать поселок Разъезд 205 км в поселок Рефт.

## География
Посёлок Рефт муниципального образования «Городского округа Сухой Лог» расположен в 25 километрах (по автотрассе в 34 километрах) к северу-северу-западу от города Сухой Лог. В поселке имеется одноименная железнодорожная станция Рефт железной дороги Нижний Тагил – Каменск-Уральский, а также ветки Рефт – Асбест – Баженово.

## Население
| 2002 | 2010 |
| ---- | ---- |
| 9    | ↘6   |